# NUTS:ES
Als NUTS:ES oder NUTS-Regionen in Spanien bezeichnet man die territoriale Gliederung Spaniens gemäß der europäischen „Systematik der Gebietseinheiten für die Statistik“ (NUTS).

## Grundlagen
In Spanien werden die drei NUTS-Ebenen wie folgt belegt:
- NUTS-1: 7 Gruppen autonomer Gemeinschaften und autonomer Städte
- NUTS-2: die 17 Autonomen Gemeinschaften und 2 autonome Städte
- NUTS-3: die 50 Provinzen und 2 autonome Städte

## Liste der NUTS-Regionen in Spanien
| NUTS 1         | NUTS 1 | NUTS 2                                              | NUTS 2 | NUTS 3                                       | NUTS 3 |
| Gebiet         | Code   | Gebiet                                              | Code   | Gebiet                                       | Code   |
| -------------- | ------ | --------------------------------------------------- | ------ | -------------------------------------------- | ------ |
| NOROESTE       | ES1    | Galicien (Galicia)                                  | ES11   | La Coruña                                    | ES111  |
| NOROESTE       | ES1    | Galicien (Galicia)                                  | ES11   | Lugo                                         | ES112  |
| NOROESTE       | ES1    | Galicien (Galicia)                                  | ES11   | Ourense                                      | ES113  |
| NOROESTE       | ES1    | Galicien (Galicia)                                  | ES11   | Pontevedra                                   | ES114  |
| NOROESTE       | ES1    | Fürstentum Asturien (Principado de Asturias)        | ES12   | Fürstentum Asturien (Principado de Asturias) | ES120  |
| NOROESTE       | ES1    | Kantabrien (Cantabria)                              | ES13   | Cantabria                                    | ES130  |
| NORESTE        | ES2    | Baskenland (País Vasco)                             | ES21   | Álava                                        | ES211  |
| NORESTE        | ES2    | Baskenland (País Vasco)                             | ES21   | Guipúzcoa                                    | ES212  |
| NORESTE        | ES2    | Baskenland (País Vasco)                             | ES21   | Vizcaya                                      | ES213  |
| NORESTE        | ES2    | Navarra (Comunidad Foral de Navarra)                | ES22   | Navarra                                      | ES220  |
| NORESTE        | ES2    | La Rioja                                            | ES23   | La Rioja                                     | ES230  |
| NORESTE        | ES2    | Aragonien (Aragón)                                  | ES24   | Huesca                                       | ES241  |
| NORESTE        | ES2    | Aragonien (Aragón)                                  | ES24   | Teruel                                       | ES242  |
| NORESTE        | ES2    | Aragonien (Aragón)                                  | ES24   | Saragossa                                    | ES243  |
| COM. DE MADRID | ES3    | Autonome Gemeinschaft Madrid (Comunidad de Madrid)  | ES30   | Madrid                                       | ES300  |
| CENTRO         | ES4    | Kastilien und León (Castilla y León)                | ES41   | Ávila                                        | ES411  |
| CENTRO         | ES4    | Kastilien und León (Castilla y León)                | ES41   | Burgos                                       | ES412  |
| CENTRO         | ES4    | Kastilien und León (Castilla y León)                | ES41   | León                                         | ES413  |
| CENTRO         | ES4    | Kastilien und León (Castilla y León)                | ES41   | Palencia                                     | ES414  |
| CENTRO         | ES4    | Kastilien und León (Castilla y León)                | ES41   | Salamanca                                    | ES415  |
| CENTRO         | ES4    | Kastilien und León (Castilla y León)                | ES41   | Segovia                                      | ES416  |
| CENTRO         | ES4    | Kastilien und León (Castilla y León)                | ES41   | Soria                                        | ES417  |
| CENTRO         | ES4    | Kastilien und León (Castilla y León)                | ES41   | Valladolid                                   | ES418  |
| CENTRO         | ES4    | Kastilien und León (Castilla y León)                | ES41   | Zamora                                       | ES419  |
| CENTRO         | ES4    | Kastilien-La Mancha (Castilla-La Mancha)            | ES42   | Albacete                                     | ES421  |
| CENTRO         | ES4    | Kastilien-La Mancha (Castilla-La Mancha)            | ES42   | Ciudad Real                                  | ES422  |
| CENTRO         | ES4    | Kastilien-La Mancha (Castilla-La Mancha)            | ES42   | Cuenca                                       | ES423  |
| CENTRO         | ES4    | Kastilien-La Mancha (Castilla-La Mancha)            | ES42   | Guadalajara                                  | ES424  |
| CENTRO         | ES4    | Kastilien-La Mancha (Castilla-La Mancha)            | ES42   | Toledo                                       | ES425  |
| CENTRO         | ES4    | Extremadura                                         | ES43   | Badajoz                                      | ES431  |
| CENTRO         | ES4    | Extremadura                                         | ES43   | Cáceres                                      | ES432  |
| ESTE           | ES5    | Katalonien (Catalunya)                              | ES51   | Barcelona                                    | ES511  |
| ESTE           | ES5    | Katalonien (Catalunya)                              | ES51   | Girona                                       | ES512  |
| ESTE           | ES5    | Katalonien (Catalunya)                              | ES51   | Lleida                                       | ES513  |
| ESTE           | ES5    | Katalonien (Catalunya)                              | ES51   | Tarragona                                    | ES514  |
| ESTE           | ES5    | Valencianische Gemeinschaft (Comunidad Valenciana)  | ES52   | Alicante                                     | ES521  |
| ESTE           | ES5    | Valencianische Gemeinschaft (Comunidad Valenciana)  | ES52   | Castellón                                    | ES522  |
| ESTE           | ES5    | Valencianische Gemeinschaft (Comunidad Valenciana)  | ES52   | Valencia                                     | ES523  |
| ESTE           | ES5    | Balearen (Islas Baleares)                           | ES53   | Islas Baleares                               | ES530  |
| SUR            | ES6    | Andalusien (Andalucía)                              | ES61   | Almería                                      | ES611  |
| SUR            | ES6    | Andalusien (Andalucía)                              | ES61   | Cádiz                                        | ES612  |
| SUR            | ES6    | Andalusien (Andalucía)                              | ES61   | Córdoba                                      | ES613  |
| SUR            | ES6    | Andalusien (Andalucía)                              | ES61   | Granada                                      | ES614  |
| SUR            | ES6    | Andalusien (Andalucía)                              | ES61   | Huelva                                       | ES615  |
| SUR            | ES6    | Andalusien (Andalucía)                              | ES61   | Jaén                                         | ES616  |
| SUR            | ES6    | Andalusien (Andalucía)                              | ES61   | Málaga                                       | ES617  |
| SUR            | ES6    | Andalusien (Andalucía)                              | ES61   | Sevilla                                      | ES618  |
| SUR            | ES6    | Region Murcia (Región de Murcia)                    | ES62   | Murcia                                       | ES620  |
| SUR            | ES6    | Autonome Stadt Ceuta (Ciudad Autónoma de Ceuta)     | ES63   | Ceuta                                        | ES630  |
| SUR            | ES6    | Autonome Stadt Melilla (Ciudad Autónoma de Melilla) | ES64   | Melilla                                      | ES640  |
| CANARIAS       | ES7    | Kanaren (Canarias)                                  | ES70   | Las Palmas                                   | ES701  |
| CANARIAS       | ES7    | Kanaren (Canarias)                                  | ES70   | Santa Cruz de Tenerife                       | ES702  |